# لورانس ترينت
لورانس ترينت (بالإنجليزية: Lawrence Trent)‏ هو لاعب شطرنج ومؤلف بريطاني، ولد في 28 أبريل 1986 في لندن في المملكة المتحدة.

## وصلات خارجية
- لورانس ترينت على موقع الاتحاد الدولي للشطرنج (الإنجليزية)
- لورانس ترينت على موقع مباريات الشطرنج (الإنجليزية)
- لورانس ترينت على موقع 365Chess.com (الإنجليزية)
- لورانس ترينت على موقع Chesstempo.com (الإنجليزية)
- لورانس ترينت على موقع الاتحاد الأمريكي للشطرنج (الإنجليزية)